# حمام صالح‌علیشاه بیدخت
حمام صالحعلیشاه بیدخت مربوط به اواخر دوره قاجار است و در بیدخت، مرکز شهر واقع شده و این اثر در تاریخ ۲۴ تیر ۱۳۸۲ با شمارهٔ ثبت ۹۲۵۸ به‌عنوان یکی از آثار ملی ایران به ثبت رسیده است.